# Ini Assmann

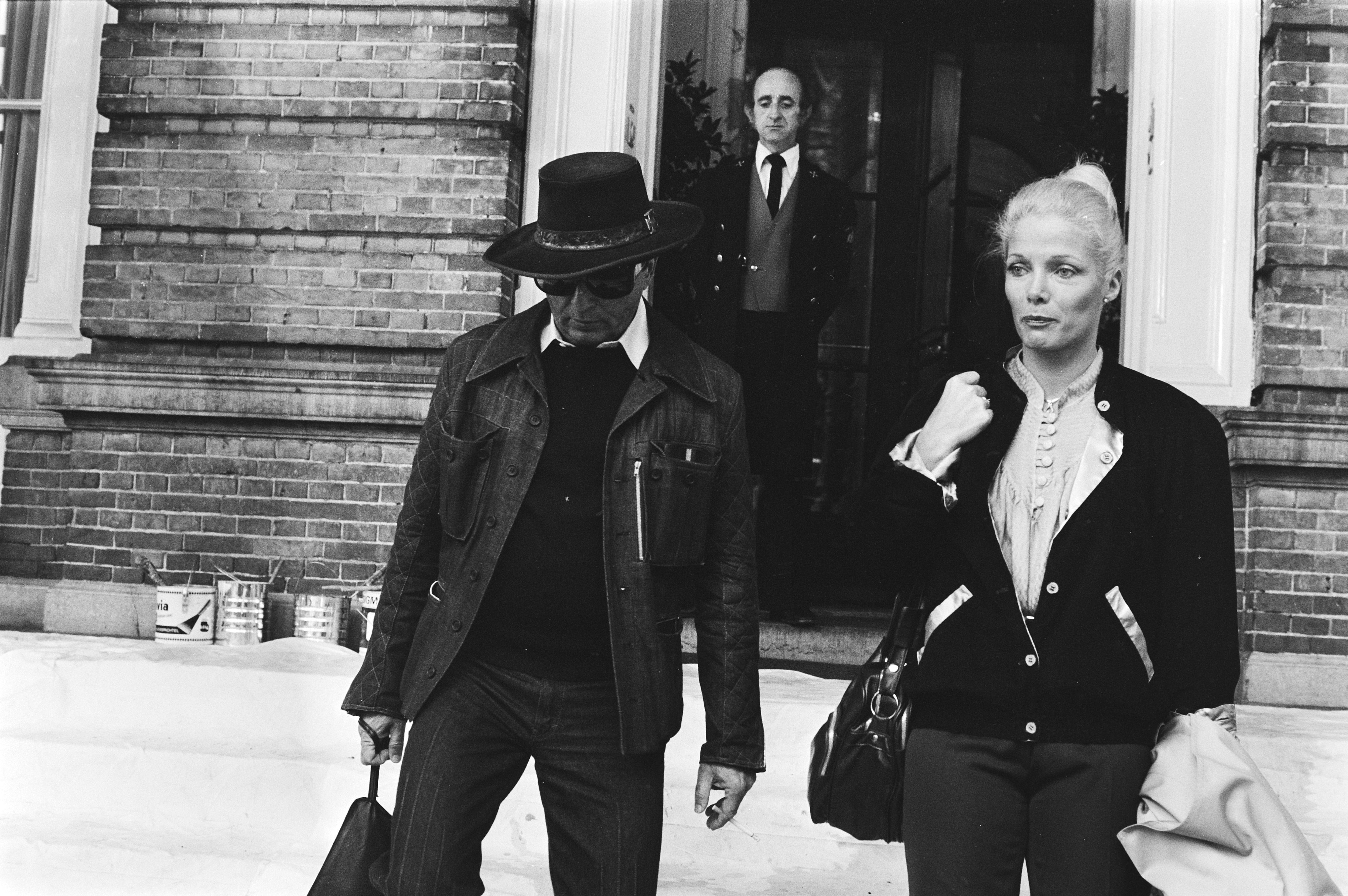
Harold Robbins und Ini Assmann (1979)

Ini Assmann, auch Ini Asmann, (* 13. Juli 1945 in Kassel; † 6. Dezember 2015 in Kalifornien, Vereinigte Staaten) war eine deutsche Schauspielerin mit kurzzeitiger Kinofilmkarriere Ende der 1960er Jahre. Später arbeitete sie als Maklerin in Kalifornien.

## Schauspielerin
Über ihren Werdegang ist derzeit nichts bekannt. Mit 20 Jahren wurde Ini Assmann für den Film entdeckt und trat noch im selben Jahr vor die Kamera. Sie wurde zumeist mit Rollen nackter oder halbnackter Mädchen eingesetzt, die meist als Blickfang oder als Freundin und Bettgespielin des Filmhelden agierten. Nach nur zwei Filmjahren 1967 bis 1969 war ihre Kinofilmkarriere bereits weitgehend beendet, und Ini Assmann trat fortan nur noch in einigen wenigen Fernsehproduktionen auf. 1975 verschwand sie vollständig aus dem Blickfeld der deutschen Öffentlichkeit und wandte sich anderen Aufgabenfeldern zu.

## Unternehmerin und Maklerin
1980 gründete Ini Assmann in München mit IMS (Ini’s Media Services) eine eigene Firma und eröffnete vier Jahre darauf eine IMS-Filiale in Beverly Hills. Bis 1999 veröffentlichte Assmann mit ihrer Firma zahlreiche Interviews und Fotostrecken. Es entstanden Bildreportagen mit früheren Kollegen wie Elke Sommer, Maria und Maximilian Schell, Curd Jürgens, Romy Schneider, Janet Leigh, Debbie Reynolds und anderen. Schließlich entschloss sie sich zur endgültigen Auswanderung in die Vereinigten Staaten. Bereits im Winter 1968/69 hatten sie Dreharbeiten (zu Mord im schwarzen Cadillac) nach Kalifornien geführt.
Assmann, die sich nunmehr Ini Asmann nannte, ließ sich schließlich in Rancho Mirage nieder, wo sie einen erneuten Berufswechsel vornahm und ab Oktober 2008 als Immobilienmaklerin für Windermere Real Estate arbeitete. 2014 wurde bei ihr Bauchspeicheldrüsenkrebs diagnostiziert, dem sie im Dezember 2015 erlag.

## Filmografie
- 1967: Der nächste Herr, dieselbe Dame
- 1968: Pudelnackt in Oberbayern
- 1968: Carrera – Das Geheimnis der blonden Katze (El magnifico Tony Carrera)
- 1968: April – April
- 1969: Mord im schwarzen Cadillac
- 1969: Hugo, der Weiberschreck
- 1969: Madame und ihre Nichte
- 1969: Auf Sch**ßer schießt man nicht
- 1969: Blonde Köder für den Mörder
- 1969: Fließband ins Jenseits (Revenge)
- 1972: Der Kommissar (Fernsehserie, Folge Schwester Ignatia)
- 1973: Schulmädchen-Report. 6. Teil: Was Eltern gern vertuschen möchten
- 1975: Sergeant Berry (Fernsehserie, eine Folge)